# Губернатор Мічигану
Губернатор Мічигану або губернатор штату Мічиган (англ. Governor of Michigan) — виборна посада, голова штату та голова уряду штату Мічиган США. Нинішнім губернатором є Ґретхен Вітмер, член Демократичної партії, яка була інавгурована 1 січня 2019 року 49-м губернатором штату. Вона була переобрана на другий строк у 2022 році. Губернатор обирається на чотирирічний строк і, строк перебування на посаді обмежується двома каденціями.

## Історія посади

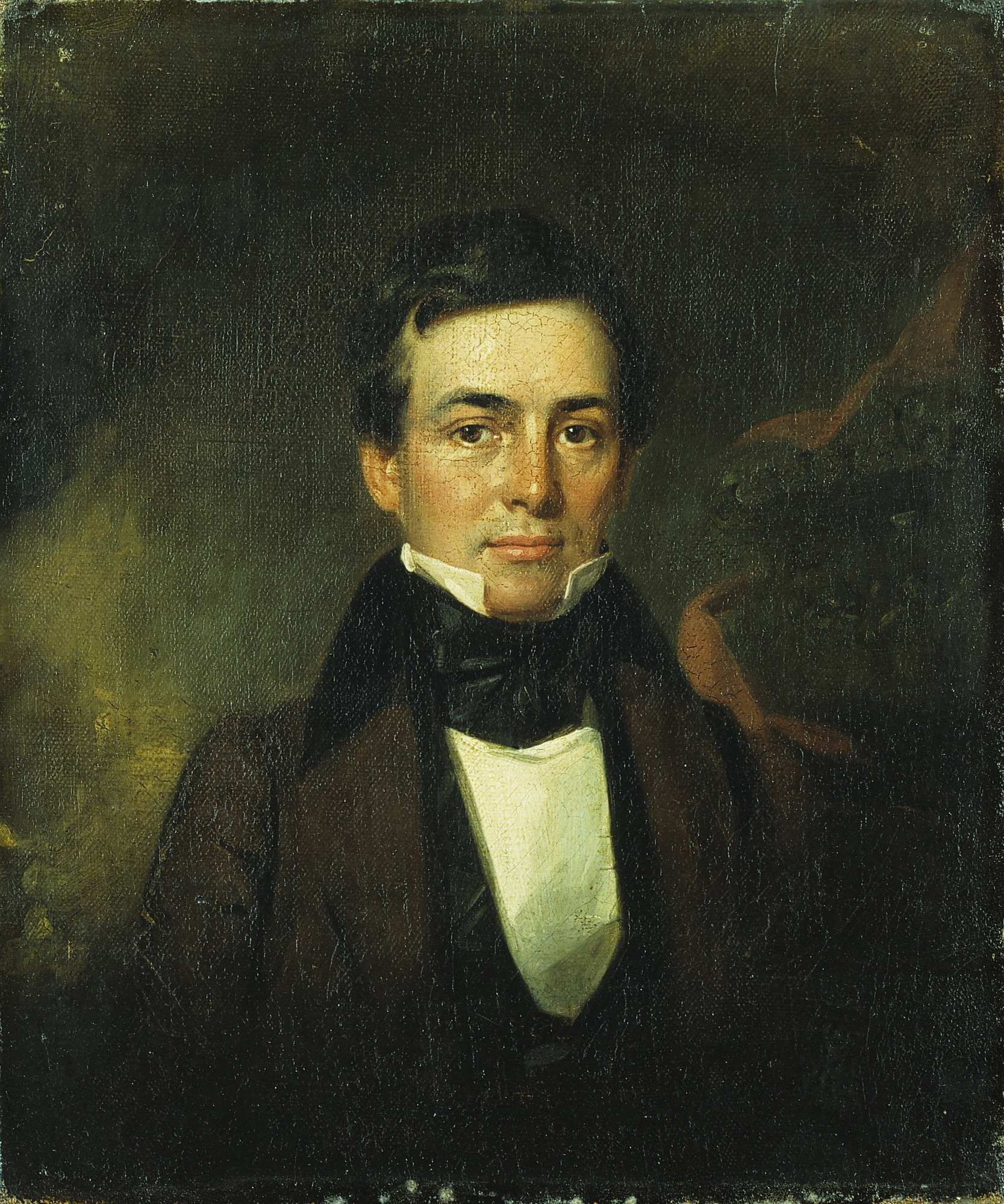
Губернатор Стівенс Т. Мейсон, перший губернатор штату Мічиган

Сорок сім осіб були губернаторами Мічигану протягом сорока дев'яти окремих періодів, причому двоє, Джон С. Баррі та Френк Фіцджеральд, обіймали посаду кілька разів протягом непослідовних каденцій. До отримання Мічиганом статусу штату було п'ять губернаторів Мічиганської території. Стівенс Т. Мейсон, перший губернатор Мічигану, також був губернатором Мічиганської території. Він був обраний губернатором у віці 23 років як член Демократичної партії в 1835 році і перебував на посаді до 1840 року. Мейсон був наймолодшим губернатором штату в історії США.
Дженніфер Ґренголм стала першою жінкою-губернатором штату Мічиган 1 січня 2003 року, замінивши на цій посаді Джона Енглера.Вона перебувала 8 років, до 1 січня 2011 року.

## Вимоги до кандидатів на посаду
Губернаторами Мічигану, а також віце-губернаторами Мічигану можуть бути громадяни Сполучених Штатів, які були зареєстрованими виборцями штату Мічиган протягом чотирьох років, що передували виборам, і мають бути не молодше 30 років. Поправка до Конституції Мічигану, прийнята на загальному референдумі 2010 року, передбачає, що особа не має права обиратися на будь-яку виборну посаду, включаючи посади губернатора Мічигану та віце-губернатора Мічигану, якщо її засуджено за злочин, пов'язаний з нечесністю, обманом, шахрайством або порушенням громадської довіри, а також якщо засудження були пов'язані з посадовою діяльністю особи під час перебування на будь-якій виборній посаді чи посаді в місцевому, штатному чи федеральному уряді.

## Вибори та строк повноважень
Від моменту набуття Мічиганом статусу штату до виборів 1966 року губернатори обиралися на дворічний строк. Вибори проводяться в листопаді, а губернатор вступає на посаду наступного січня, за винятком випадків смерті або відставки. З моменту, як Мічиган став штатом, і до 1851 року вибори проводилися в непарні роки. В 1850 році була складена нова Конституція Мічигану, що набула чинності в 1851 році. В рамках процесу введення конституції в дію, у 1851 році існував єдиний однорічний строк перебування губернатора на посаді. Після цього губернаторські вибори проводилися в парні роки.
Конституція Мічигану, прийнята в 1963 році, змінила строк повноважень губернатора на чотири роки, починаючи з 1967 року. Губернаторські вибори проводяться одночасно з виборами до Сенату Мічигану. Переможець губернаторських виборів вступає на посаду опівдні 1 січня наступного за виборами року.
У 1992 році поправка до Конституції Мічигану встановила довічне обмеження строків перебування на посаді губернатора двома чотирирічними каденціями. До цього губернатори не були обмежені щодо кількості каденцій, протягом яких, вони могли обіймати посаду; Джон Енглер, тодішній губернатор, перебував на посаді протягом трьох каденцій, оскільки його перша каденція прийшлася на період часу, коли обмеження ще не набуло чинності. Енглер був переобраний у 1994 та 1998 роках, перш ніж строк його повноважень був обмежений у 2002 році.

## Повноваження та обов'язки
Губернатор має такі повноваження:
- підписувати або накладати вето на закони, прийняті законодавчою владою штату;[6], включаючи право на постатейне вето
- реорганізовувати органи та відомства виконавчої влади штату;[6]
- призначати, за порадою та згодою Сенату Мічигану, і контролювати більшість керівників відомств виконавчої влади штату;[6]
- призначати суддів за умови ратифікації виборцями;
- призначати членів рад і комісій;[6]
- пропонувати державний бюджет;[6]
- здійснювати щорічне звернення «Про становище штату»;[6]
- позиватись до інших керівників для дотримання закону;
- командувати ополченням штату; і
- помилувати за будь-який злочин, за винятком випадків, пов'язаних з імпічментом законодавчою владою.

Губернатор призначає членів керівних рад 10 із 13 державних університетів штату і комісій факультетів.

## В популярній культурі
У серіалі «Останній кандидат» (з 2016 року) Джон Ройс (роль якого зіграв Майкл Ґестон) — губернатор штату Мічиган.